# Щепаньский, Тадеуш
Тадеуш Щепаньский (пол. Tadeusz Szczepański; 28 февраля 1960, Гданьск — 16 января 1980 (предположительно), Гданьск) — польский рабочий, активист Свободных профсоюзов Побережья. Погиб при неясных обстоятельствах. Предполагается причастность к убийству органов госбезопасности ПНР.

## Работа
Жил в Гданьске, работал автомехаником на заводе Elektromontaż. Несмотря на заметную разницу в возрасте, был близким другом Леха Валенсы — жил по соседству, работал на том же предприятии.
С 1979 года состоял вместе с Валенсой в Свободных профсоюзах Побережья (WZZW). Распространял газету Robotnik Wybrzeża и листовки, иногда срывал пропагандистские плакаты ПОРП.
В декабре 1979 года Тадеуш Щепаньский сыграл важную роль в нелегальном отмечании гданьскими рабочими годовщины событий 1970 года, монтировал звукопередающую аппаратуру для акции. 18 декабря года Щепаньский возложил венок WZZW на ворота Гданьской судоверфи.
Тадеуш Щепаньский находился под плотным наблюдением Службы безопасности. Агенты СБ врывались к нему в квартиру, не раз угрожали убийством.

## Гибель
16 января 1980 года Тадеуш Щепаньский сдавал экзамен на водительские права. В тот же день он пропал без вести.

Именно в среду, 16 января 1980 года, 1-й секретарь воеводского комитета ПОРП Тадеуш Фишбах сказал в Dziennik Bałtycki, что подготовка к VIII съезду Коммунистической партии в полном разгаре… В этот день при невыясненных обстоятельствах трагически погиб Тадеуш Щепаньский. Молодой автомеханик Elektromontaż в Гданьске, а также активист антикоммунистических Свободных профсоюзов Побережья.

В милицию было подано заявление, но информация об исчезновении человека почти месяц не появлялась в официальной печати (хотя это практиковалось в обязательном порядке). Сообщение было издано Лехом Валенсой и Яцеком Куронем через информационные каналы WZZW и Комитета защиты рабочих.
17 марта 1980 года Тадеуш Щепаньский был найден мёртвым в реке Мотлава с очевидными следами насилия. Официальное расследование не привело к результатам. Милицейское следствие настаивало на версии несчастного случая. В июле 1980 года дело было закрыто.
Похороны состоялись в Гданьске 25 марта 1980 года. СБ и милиция жёстко контролировали ситуацию, оппозиционные активисты, включая Валенсу, были задержаны и изолированы. Однако в церемонии участвовали около 2 тысяч человек. Похоронен на Лостовицком кладбище в Гданьске.
Через пять месяцев в Гданьске поднялась забастовочная волна, приведшая к созданию Солидарности.

## Память
Судьба Тадеуша Щепаньского — эпизод обнаружения в Мотлаве — отражалась в первоначальном варианте фильма Человек из железа, однако эта сцена была снята цензурой.
Имя Тадеуша Щепаньского окружено в современной Польше почётом и уважением. В 2006 году Институт национальной памяти попытался возобновить расследование обстоятельств смерти Тадеуша Щепаньского. Однако за давностью лет установить истину с полной достоверностью не удалось.